# IC 3865
IC 3865 је елиптична галаксија у сазвјежђу Береникина коса која се налази на листи објеката дубоког неба у Индекс каталогу.
Деклинација објекта је + 18° 52' 7" а ректасцензија 12h 54m 14,2s. Привидна величина (магнитуда) објекта IC 3865 износи 15,0 а фотографска магнитуда 16,0. IC 3865 је још познат и под ознакама Reiz 2973.